# Mašhad
Mašhad je grad u Iranu, drugi po veličini u državi i jedan od svetih gradova šijita. Grad se nalazi 850 km istočno od Teherana, u središnjem dijelu iranske pokrajine Razavi Horasan. Grad ima 2,427.316 stanovnika (2006.).

## Poveznice
- Zračna luka Mašhad